# Loíza (Loíza)
Loíza es un barrio-pueblo ubicado en el municipio de Loíza en el estado libre asociado de Puerto Rico. En el Censo de 2010 tenía una población de 3875 habitantes, y una densidad poblacional de 2280,71 personas por kilómetro cuadrado.

## Geografía
Loíza se encuentra ubicado en las coordenadas 18°25′59″N 65°52′41″O / 18.43306, -65.87806. Según la Oficina del Censo de los Estados Unidos, Loíza tiene una superficie total de 1.7 km², de la cual 1.34 km² corresponden a tierra firme y (21.34 %) 0.36 km² es agua.

## Demografía
Según el censo de 2010, había 3875 personas residiendo en Loíza. La densidad de población era de 2280,71 hab./km². De los 3875 habitantes, Loíza estaba compuesto por el 15.59 % blancos, el 77.6 % eran afroamericanos, el 0.41 % eran amerindios, el 0.03 % eran asiáticos, el 3.97 % eran de otras razas y el 2.4 % pertenecían a dos o más razas. Del total de la población el 99.61 % eran hispanos o latinos de cualquier raza.